# Lanistes neavei
Lanistes neavei је пуж из реда Architaenioglossa.

## Угроженост
Ова врста није угрожена, и наведена је као последња брига јер има широко распрострањење.

## Распрострањење
Ареал врсте је ограничен на две државе. 
Замбија и ДР Конго су једина позната природна станишта врсте.

## Станиште
Станишта врсте су речни екосистеми и слатководна подручја.